# Padmapur
Padmapur é uma cidade no distrito de Bargarh, no estado indiano de Orissa.

## Geografia
Padmapur está localizada a 21° 00′ N, 83° 04′ L. Tem uma altitude média de 205 metros (672 pés).

## Demografia
Segundo o censo de 2001, Padmapur tinha uma população de 15,438 habitantes. Os indivíduos do sexo masculino constituem 51% da população e os do sexo feminino 49%. Padmapur tem uma taxa de literacia de 69%, superior à média nacional de 59.5%: a literacia no sexo masculino é de 78% e no sexo feminino é de 60%. Em Padmapur, 12% da população está abaixo dos 6 anos de idade.